# Renacimiento en Urbino

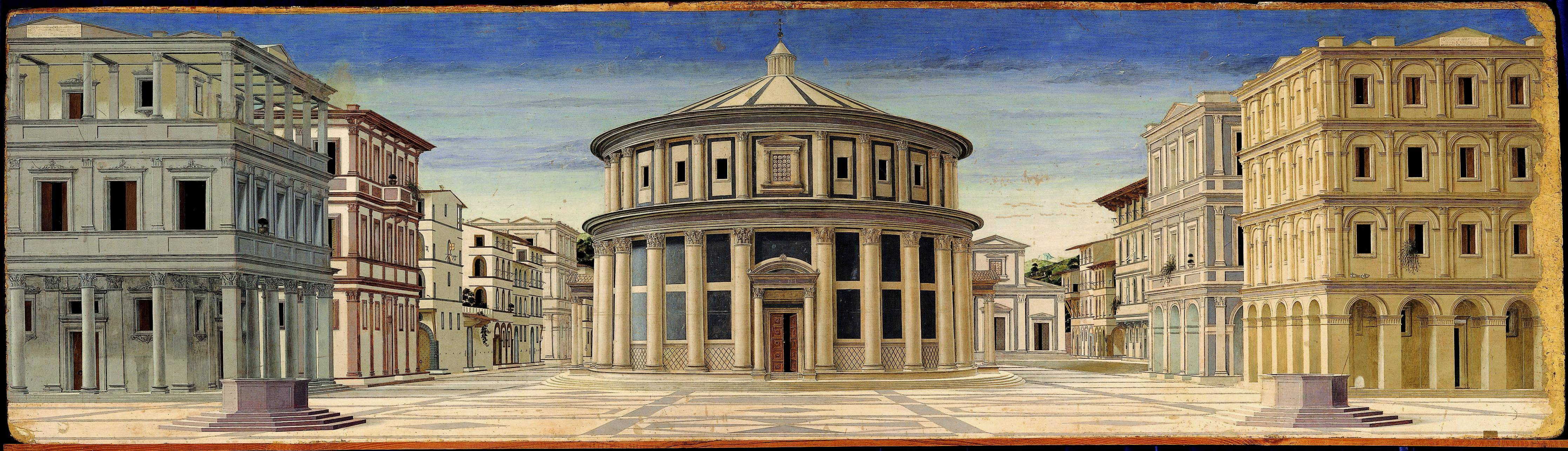
Anónimo florentino, Ciudad ideal (alrededor de 1480-1490), Galería Nacional de las Marcas, Urbino

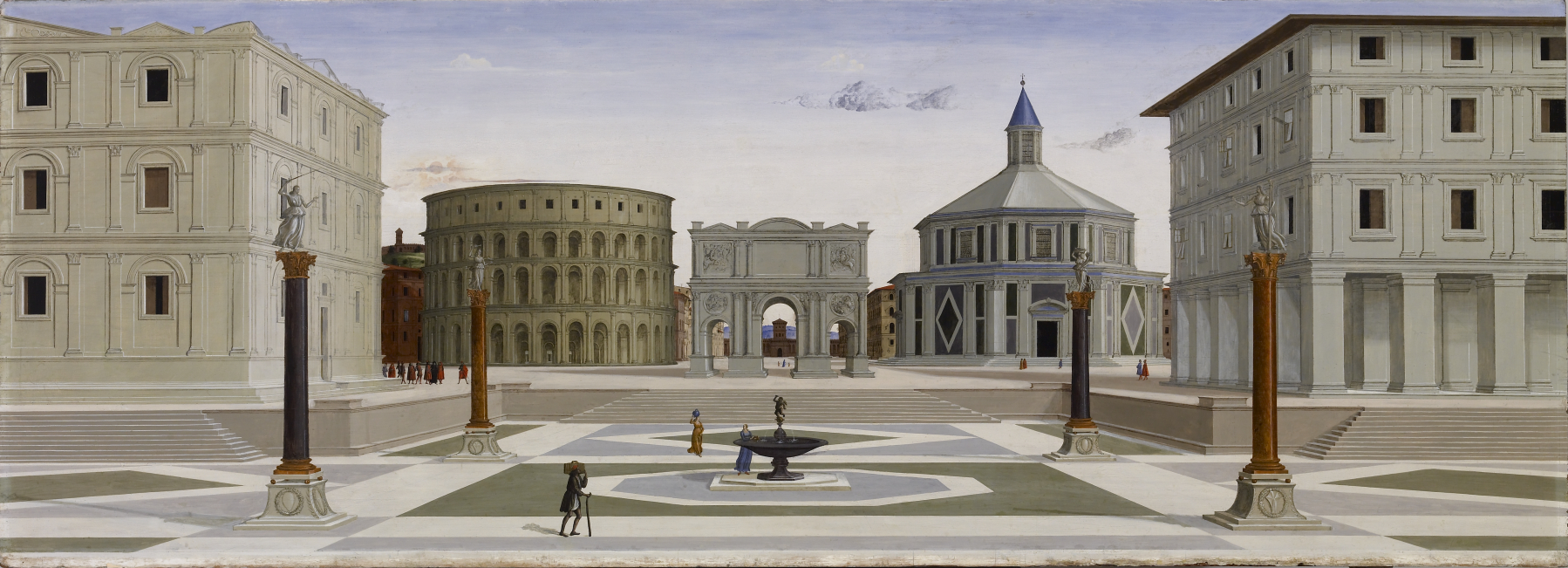
Florentino anónimo, La ciudad ideal (c. 1470-1480), Museo de Arte Walters, Baltimore

El Renacimiento en Urbino fue una de las manifestaciones fundamentales del primer Renacimiento italiano.
Durante el señorío de Federico da Montefeltro en Urbino, de 1444 a 1482, se desarrolló en la corte un clima artístico fértil y vital, gracias a los intercambios culturales con numerosos centros de la península y también del exterior, especialmente flamencos. El movimiento cultural de Urbino tuvo lugar  dentro de la corte, en torno a su príncipe muy refinado, y aunque desarrolló soluciones muy avanzadas y vanguardistas, no generó una verdadera escuela local, también debido al empleo sobre todo de artistas extranjeros A pesar de ello, la forma de expresión de Urbino, en virtud de la circulación de artistas, experimentó una amplia difusión, lo que la convirtió en una de las manifestaciones clave del Renacimiento italiano. Entre las características básicas de su cultura humanística se encontraba el tono inconfundible de mesura y rigor, que tuvo como protagonistas a Piero della Francesca, Luciano Laurana, Giusto di Gand, Pedro Berruguete, Francesco di Giorgio Martini y Fra Diamante.
Según el historiador francés André Chastel, el Renacimiento en Urbino, conocido como "matemático", fue uno de los tres componentes fundamentales del primer Renacimiento, junto con el florentino, "filológico y filosófico", y el paduano, "epigráfico y arqueológico". De los tres era el que estaba "más relacionado con las artes".
 

A medida que se acercaba el siglo XVI, la ciudad, sin dejar de ser una isla de cultura muy refinada, sufrió un empobrecimiento de su vitalidad en las artes figurativas. A pesar de ello, en Urbino nació y dio sus primeros pasos uno de los grandes genios del Renacimiento maduro: Rafael Sanzio . Desde un punto de vista cultural y literario, Urbino siguió siendo durante mucho tiempo uno de los ambientes más estimulantes de Italia, como atestigua Baldassarre Castiglione, que situó su libro El cortesano en la corte de Guidobaldo de Montefeltro e Isabel Gonzaga.

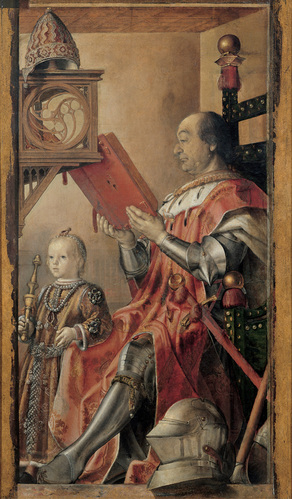
Pedro Berruguete, Retrato de Federico da Montefeltro con su hijo Guidobaldo (hacia 1475), Galería Nacional de las Marcas, Urbino

## Contexto histórico y cultural
Federico da Montefeltro, condottiero exitoso, hábil diplomático y entusiasta mecenas de las artes y las letras, fue el responsable de la transformación del Ducado de Urbino de ser la capital de un territorio pobre económicamente a convertirse en uno de los centros artísticos más fructíferos y refinados de la época.
En 1444 Federico tomó el poder tras la muerte de su hermano Oddantonio en una conspiración organizada por varios cortesanos que se oponían a su política.
En ese momento, era uno de los capitanos di ventura más solicitados, pero también había recibido una poco frecuente educación humanística en Mantua, bajo el cuidado de Vittorino da Feltre. Del maestro adquirió el interés por las matemáticas, que marcaría gran parte de sus intereses culturales y sus encargos artísticos, y en consecuencia por la arquitectura, que se creía basada en la aritmética y la geometría. De ahí surgió la interpretación de André Chastel de Urbino como la corte del humanismo matemático, que tuvo su mayor intérprete en Piero della Francesca y cuya influencia puede remitirse a la obra de Bartolomeo della Gatta, el único en Urbino que pareció entender a Piero.
Federico puso mano a los apremiantes problemas políticos e inició una reorganización del estado, que también preveía una reestructuración de la ciudad según una impronta moderna, cómoda, racional y bella. Todos sus esfuerzos, en los casi cuarenta años de gobierno, estuvieron dirigidos a esta meta que, gracias a sus extraordinarios talentos combinados con una considerable fortuna, estuvo a poco de su plena realización. El punto de referencia de este ambicioso proyecto cultural fue Florencia y sus innovaciones ligadas al humanismo y al Renacimiento. Con la ciudad toscana, ya en 1444, se estableció una alianza y un clima de protección mutua, que facilitó el intercambio de artistas y personalidades.
Federico llamó a su corte a Leon Battista Alberti, Paolo Uccello, Luciano Laurana, Francesco di Giorgio Martini, quien escribió el Tratado de Arquitectura para él, y el matemático Luca Pacioli . También hubo un gran interés por la pintura flamenca, a partir de la década de 1470, tanto que el duque llamó a trabajar con él a artistas como Pedro Berruguete y Justo de Gante, quienes desarrollaron un feliz diálogo entre la tradición figurativa "realista" nórdica y la italiano "sintético". Giovanni Santi, padre de Rafael, escribió un relato poético de los principales artistas de la época.
En el palacio discutieron la forma que debía tener la " ciudad ideal ", la perspectiva, el legado histórico y moral de los "hombres ilustres".
Es famosa la biblioteca del duque, organizada por el humanista Vespasiano da Bisticci, llena de códigos con valiosas miniaturas.
Federico, de acuerdo a las descripciones de Baldassarre Castiglione en El cortesano, introdujo en Europa los personajes del llamado "gentiluomo" (caballero), que se mantuvo plenamente en boga hasta el siglo XX.

## Arquitectura, urbanismo, escultura
La primera obra renacentista en Urbino fue la portada de la iglesia de San Domenico, realizada en 1449 a semejanza de un arco de triunfo romano por Maso di Bartolomeo, convocado a la ciudad por intercesión de Fra Carnevale, pintor de Urbino quizás enviado por el propio Federico en el taller de Filippo Lippi, uno de los tres pintores florentinos más famosos de la época (con Fra Angelico y Domenico Veneziano). Maso fue un arquitecto, escultor y orfebre florentino, formado en el taller de Donatello y Michelozzo, con quienes había trabajado en la Catedral de Prato.

### Palacio Ducal y la ciudad
[Federico] construyó un palacio, según la opinión de muchos, el más hermoso que se puede encontrar en toda Italia; y con cada cosa lo proveyó tan bien, que parecía no ser un palacio, sino una ciudad en forma de palacio.
Baldassarre Castiglione, [El cortesano]], I, 2

El proyecto más ambicioso de Federico da Montefeltro fue la construcción del Palacio Ducal y, paralelemente, modificar el plano urbano de Urbino, convirtiéndola en la ciudad "del príncipe".
Antes de  las intervenciones de Federico, Urbino semejaba a un pueblo encaramado sobre dos cerros contiguos, de forma alargada e irregular rodeado por un círculo de murallas. El eje vial principal cortaba la ciudad por la parte más baja entre las dos colinas, conduciendo por un lado hacia el mar y por el otro hacia los pasos de los Apeninos hacia Perugia y Lazio. La residencia ducal era un simple palacio en la colina sur, al que se añadió un castillo cercano, al borde del acantilado hacia Porta Valbona.

#### La primera fase: Maso di Bartolomeo

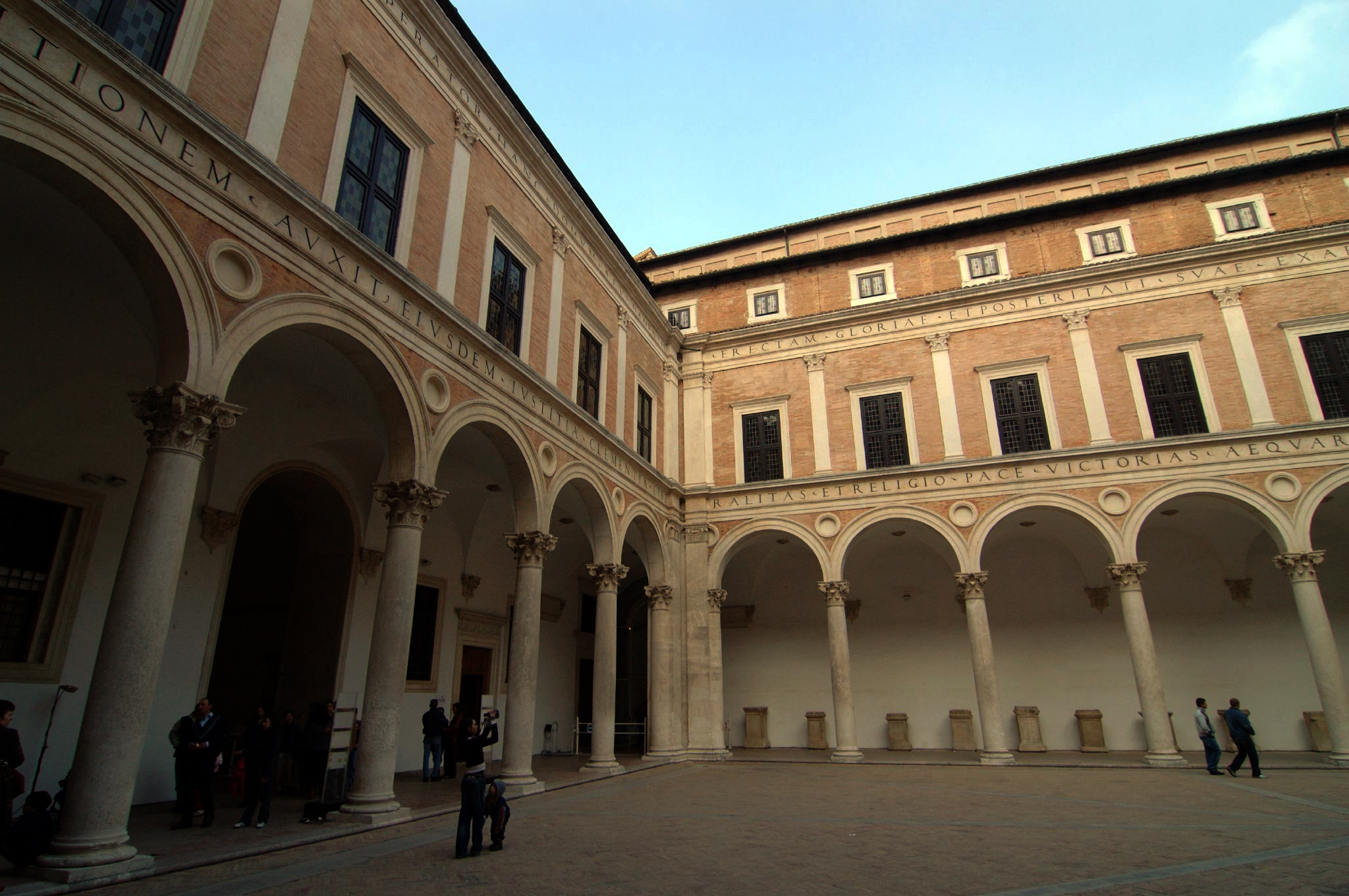
El patio

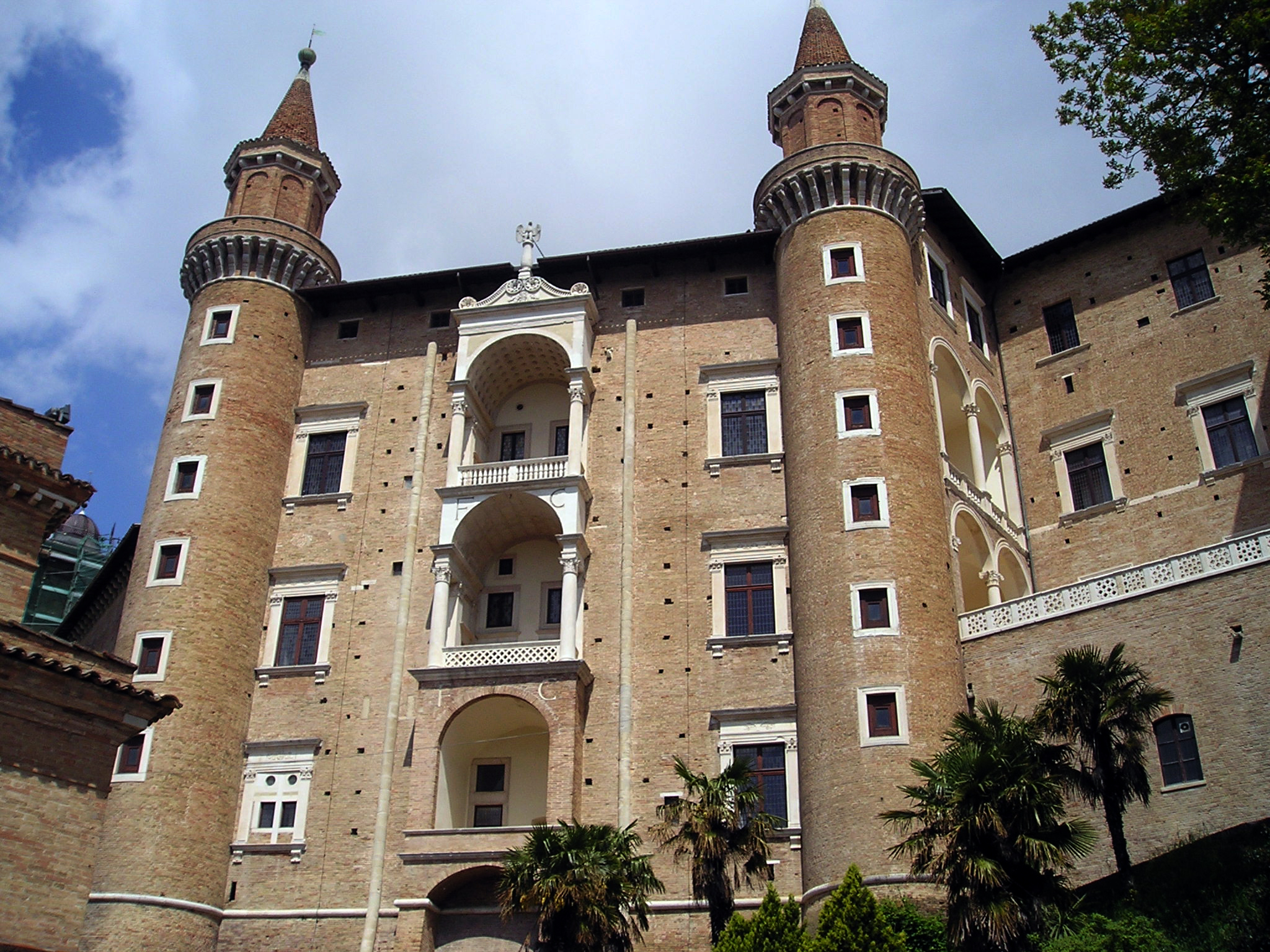
Fachada de los Torricini

Aproximadamente en 1445, Federico primero hizo unir los dos antiguos edificios ducales, llamando a los arquitectos florentinos (encabezados por Maso di Bartolomeo) para construir un palacio intermedio. El resultado fue el Palazzetto della Jole, de tres plantas, de estilo sencillo y austero, típicamente toscano. El interior se decoró con algunos sobrios acentos antiguos en el mobiliario, como frisos y chimeneas, centrados en la celebración de Hércules y las virtudes guerreras.

#### La segunda fase: Luciano Laurana
En la década de 1460 se cambió el proyecto del edificio, para convertirlo también en sede administrativa y lugar de alojamiento de personajes ilustres. De hecho, a partir de alrededor de 1466 las obras pasaron a un nuevo arquitecto, el dálmata Luciano Laurana. El centro de la nueva disposición fue el amplio patio porticado, que conectaba los edificios anteriores. El patio tiene formas armoniosas y clásicas, con un pórtico de arcos de medio punto, óculos y columnas corintias en la planta baja, mientras que el piso principal está jalonado por pilastras y ventanas arquitrabadas. A lo largo de las dos primeras hileras se extienden inscripciones en escritura epigráfica romana.
A partir de este núcleo se fue ampliando el edificio hacia la ciudad y en sentido contrario. La fachada hacia la ciudad tenía forma de "libro abierto" ("L") en el piazzale Duca Federico, que fue especialmente ordenado por Francesco di Giorgio Martini y luego cerrado en el lado norte por el lado de la catedral. El edificio se convirtió así en el punto de apoyo de la trama urbana, sometiendo, con su presencia, incluso a la autoridad religiosa cercana.
El frente que daba a Valbona se completó, sin embargo, con la llamada "fachada de los Torricini", ligeramente girada hacia el oeste con respecto a los ejes ortogonales del edificio. Debe su nombre a las dos torres que flanquean la fachada alta y estrecha, pero suavizadas en el centro por el ritmo ascendente de tres logias superpuestas, cada una de las cuales repite el patrón del arco triunfal. La fachada del Torricini no mira hacia la ciudad sino hacia el exterior, por lo que fue posible una mayor libertad estilística, sin tener que preocuparse por la integración con edificios anteriores, además su imponente presencia es claramente visible incluso desde lejos, como símbolo del prestigio ducal.

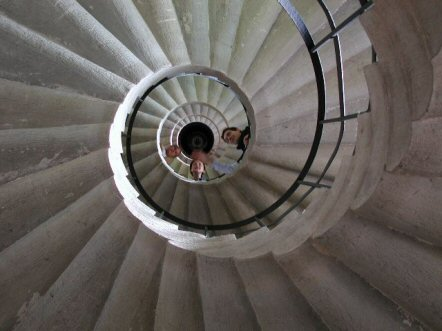
La rampa en espiral, vista desde abajo

#### La tercera fase: Francesco di Giorgio
En 1472 Francesco di Giorgio Martini asumió la dirección de las obras, quien completó la fachada en forma de "L", se ocupó de los espacios privados, las logias, el jardín de la azotea y quizás del segundo piso del patio, así como de la conexión con las estructuras subyacentes fuera de los muros. De hecho, al pie del acantilado había un espacio libre, llamado "Mercatale" porque era el sitio del mercado, donde Francesco di Giorgio creó la rampa helicoidal, que permitió que los carros y los caballos llegaran al palacio y a las "Data", los grandes establos situados a media altura.
En los espacios interiores de los cuales se ocupó Francesco di Giorgio hay un cambio de gusto, marcado por una decoración más suntuosa y abstracta. A pesar de estas diferencias, el edificio alcanzó el objetivo casi milagroso de equilibrar las distintas partes en un conjunto asimétrico, condicionado por las irregularidades del terreno y por las edificaciones preexistentes, en el que el rigor de las partes equilibra la falta de un proyecto unitario.

### San Bernardino
Fuera del palacio fue Francesco di Giorgio Martini quien se ocupó de algunos problemas derivados de las reflexiones desarrolladas en la corte. Un ejemplo de ello es la iglesia de San Bernardino, construida entre 1482 y 1491 aproximadamente por disposición testamentaria del duque, que pretendía ser enterrado allí. El arquitecto utilizó una planta de cruz latina de una sola nave, con crucero de pie cubierto por bóveda de cañón que une el presbiterio de planta rectangular (ligeramente más rebajada en el lado del crucero, por lo demás completamente cuadrado), donde originalmente tres ábsides semicirculares (la que está detrás del altar mayor fue posteriormente demolida y sustituida por una hornacina rectangular con bóveda de cañón). El efecto era el de una tricora, inspirada en el arte de la Antigüedad tardía, pero creada con una nitidez espacial propia de la cultura de Urbino. El exterior es casi desnudo, con un paramento de ladrillo animado únicamente por los marcapianos, las ventanas y el portal. El interior, en cambio, se caracteriza por los fondos de paredes casi desnudos, articulados por los llenos y vacíos de los volúmenes y con algunos detalles de refinada preciosidad, como las molduras grises en las juntas estructurales (a la manera de Brunelleschi ), o las columnas sobre altos plintos que soportan la cúpula y hacen visible la descarga del peso sobre el suelo. La inscripción en mayúsculas cuadradas romanas recorre todo el perímetro y se parece mucho a la del patio de honor del Palacio Ducal.

### Fortalezas militares

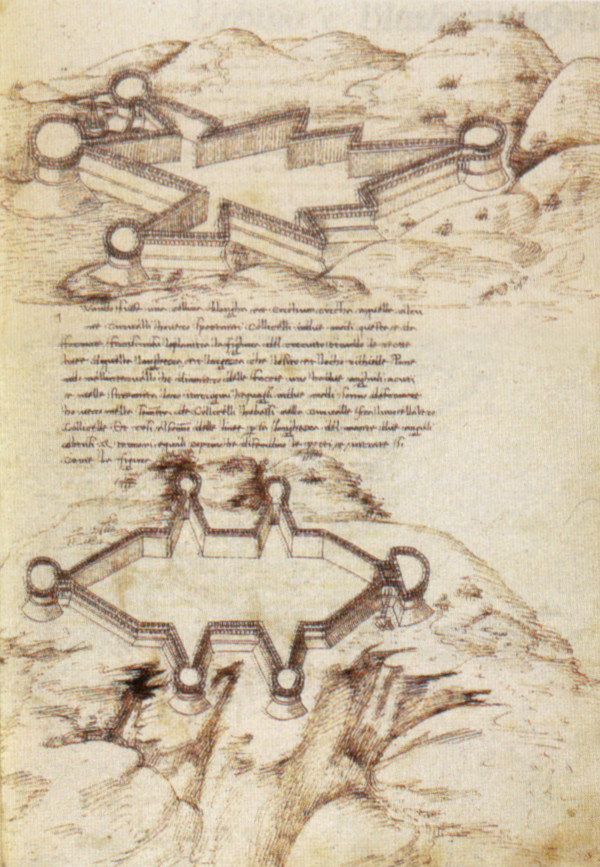
Francesco di Giorgio Martini, Tratado de arquitectura, dibujo de fortalezas (segunda mitad del siglo XV), BNCF Cod Magliabechiano II, I. 141, f.58 r, Florencia

Durante su estancia en Urbino, Francesco di Giorgio Martini también escribió el Tratado de arquitectura, ingeniería y arte militar, donde se consideraron las diversas tipologías arquitectónicas y se muestran ilustraciones creadas por el propio artista. El estudio de los monumentos y textos básicos de la arquitectura antigua se actualizó con una actitud más flexible, abierta a soluciones concretas a los problemas y a la experimentación. En la práctica esta actitud se manifestó en la creación de numerosas fortalezas encargadas por Federico para la defensa del Ducado. Si bien muchos de esos edificios han sido destruidos o fuertemente modificados, San Leo, Mondavio y Sassocorvaro permanecen casi intactos, testimoniando cómo las funciones ofensivas y defensivas se integran específicamente en la orografía de los sitios, gracias a intuiciones empíricas a menudo ingeniosas, que emplean en parte las complejas plantas geométricas o zoomorfas que iustran el Tratado. Las fortalezas se presentan a menudo como agregaciones libres de sólidos elementales (como torres cilíndricas), ideales para la defensa pasiva contra proyectiles. Las decoraciones formales son escasas y sutilmente refinadas, como los marcapianos que envuelven elásticamente los perímetros o los canecillos engrosados que sostienen los pasillos.

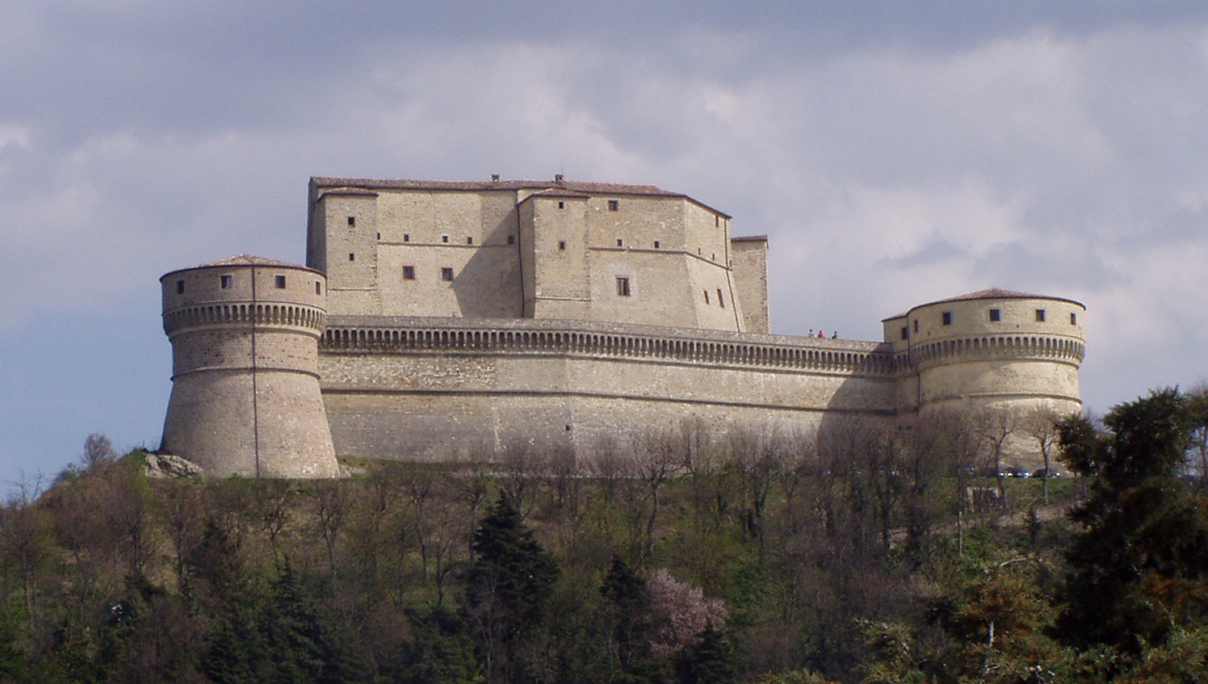
San León
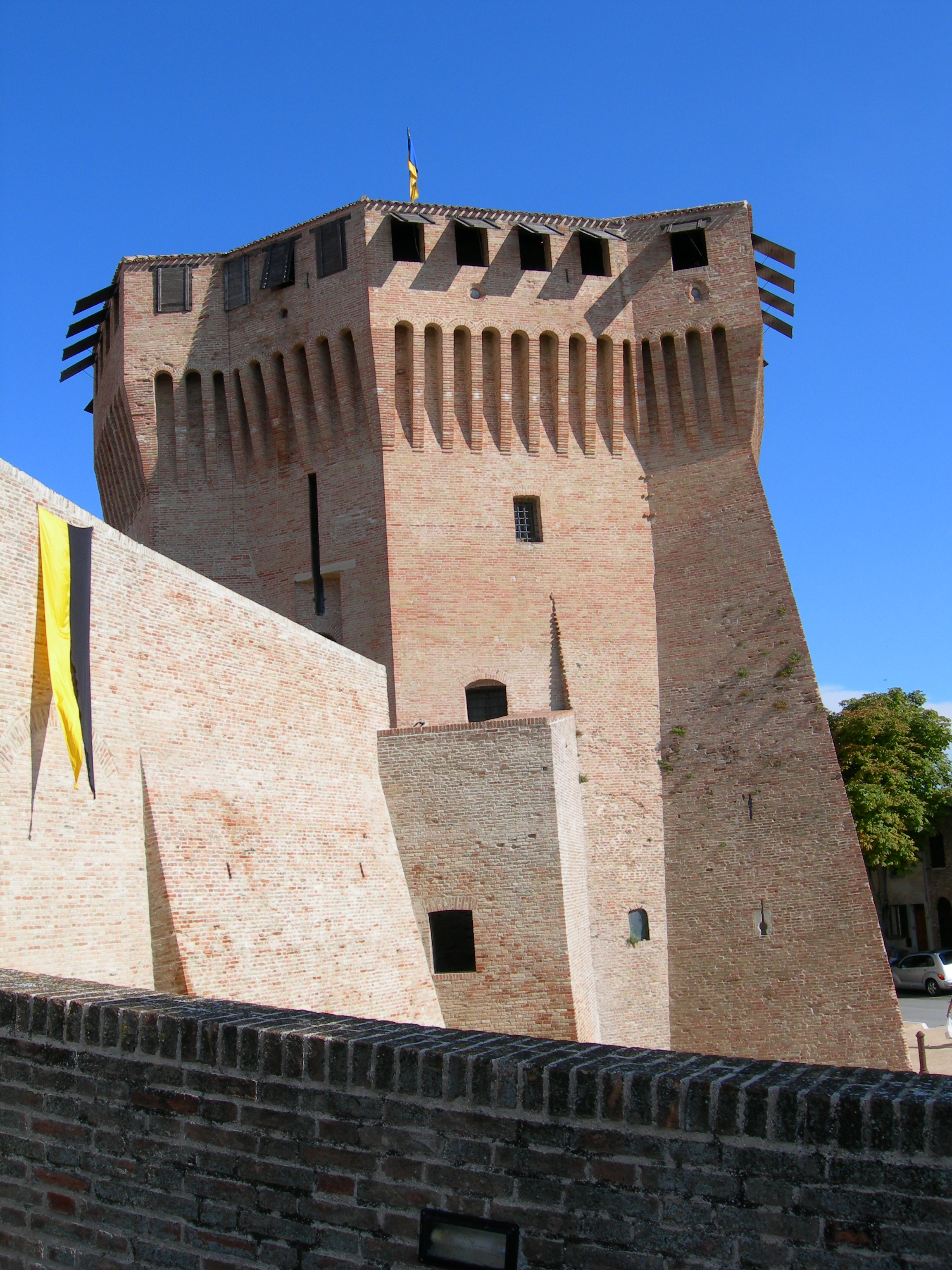
Mondavio
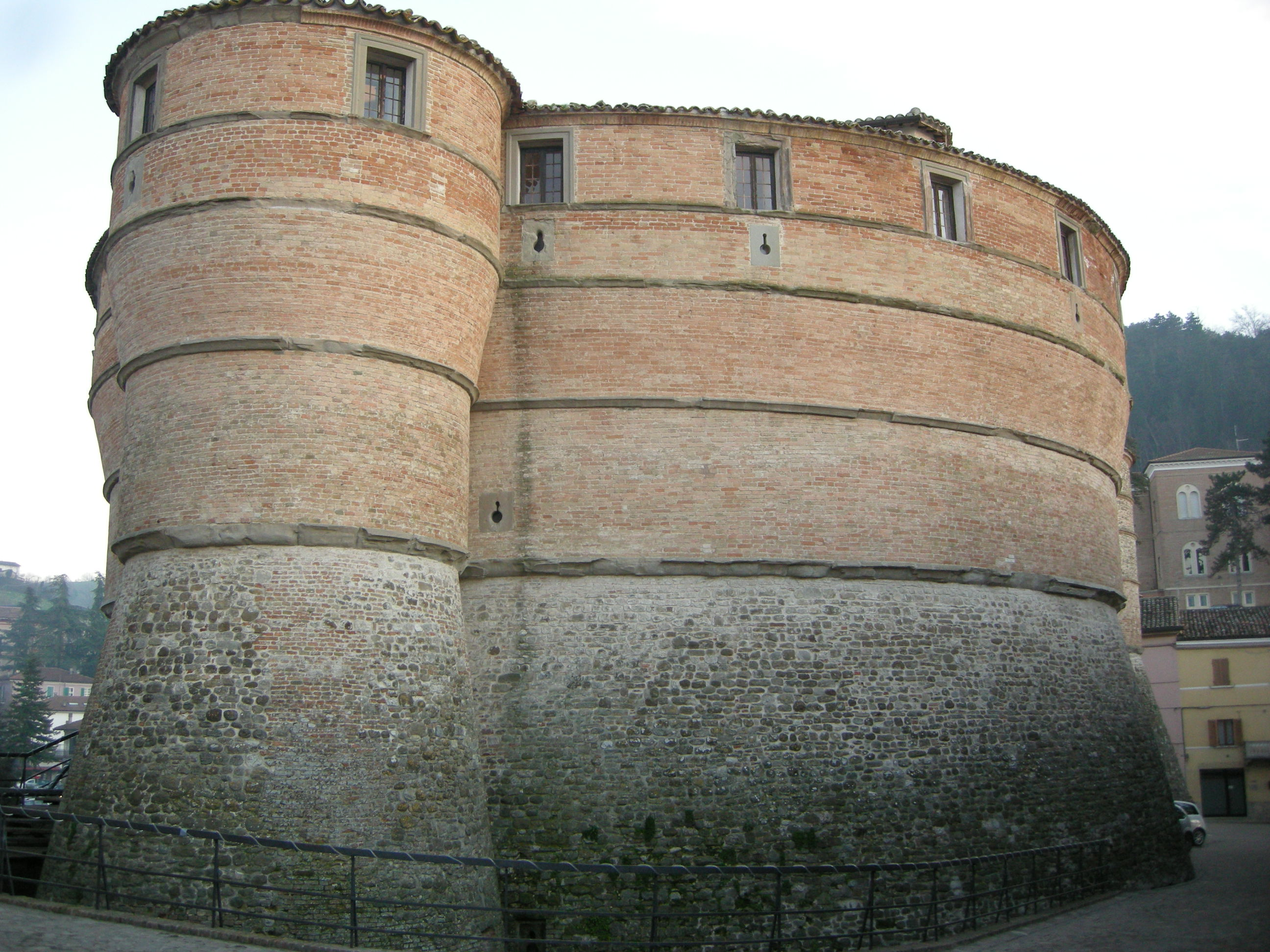
Sassocorvaro

## Pintura y marquetería
La escuela local de pintura estuvo inicialmente dominada por Fra Carnevale, alumno de Filippo Lippi y por varios maestros pasajeros, entre ellos Paolo Uccello, que vivió en Urbino entre 1467 y 1468 para pintar la Predela de la  hostia profanada. Según Vasari, sin embargo, Piero della Francesca también estuvo presente en la ciudad desde la época de Guidantonio da Montefeltro, cuyas primeras huellas documentales en la ciudad datan, sin embargo, de 1469.

### Piero della Francesca

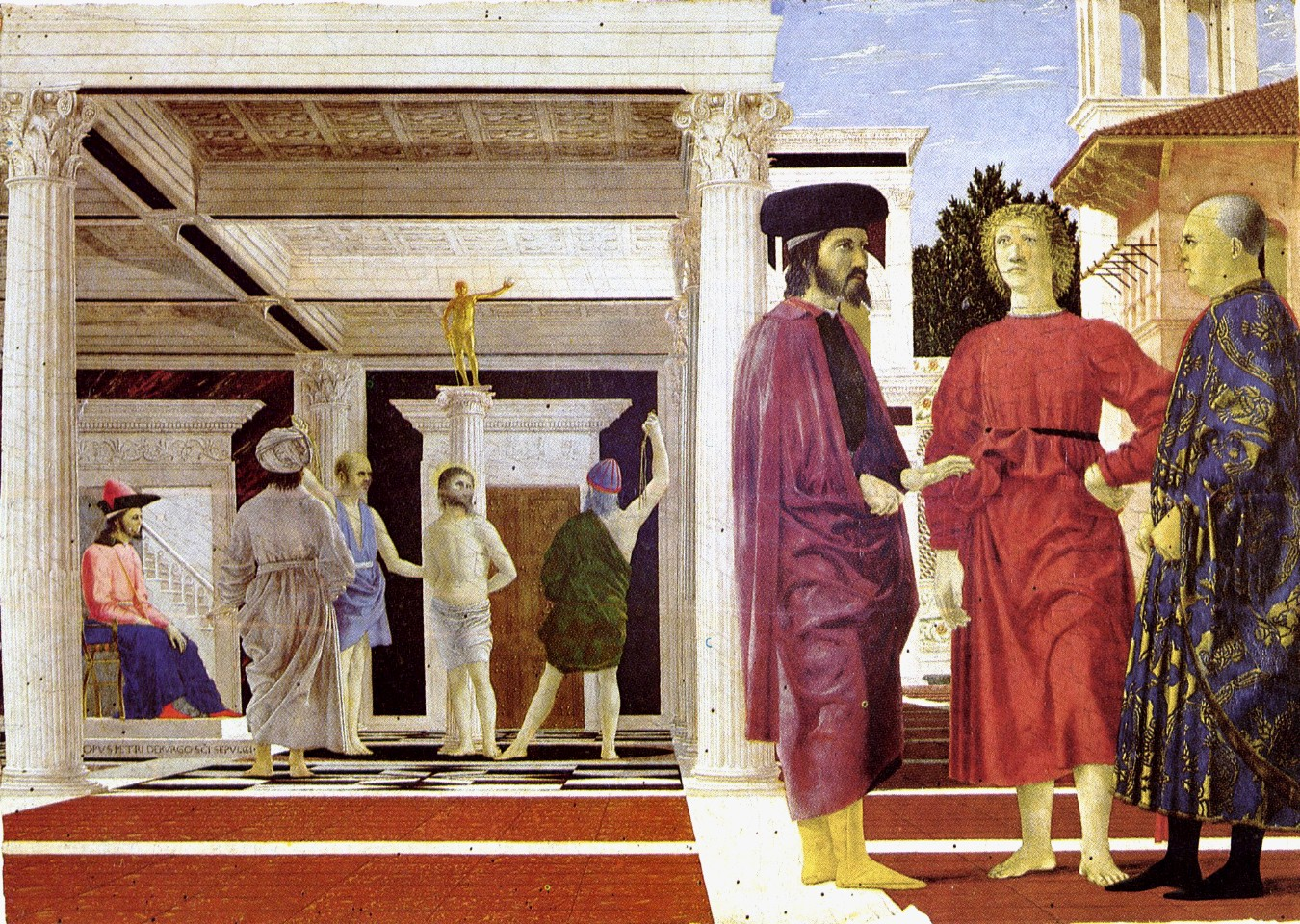
La flagelación (Piero della Francesca). Galería Nacional de Las Marcas, Urbino

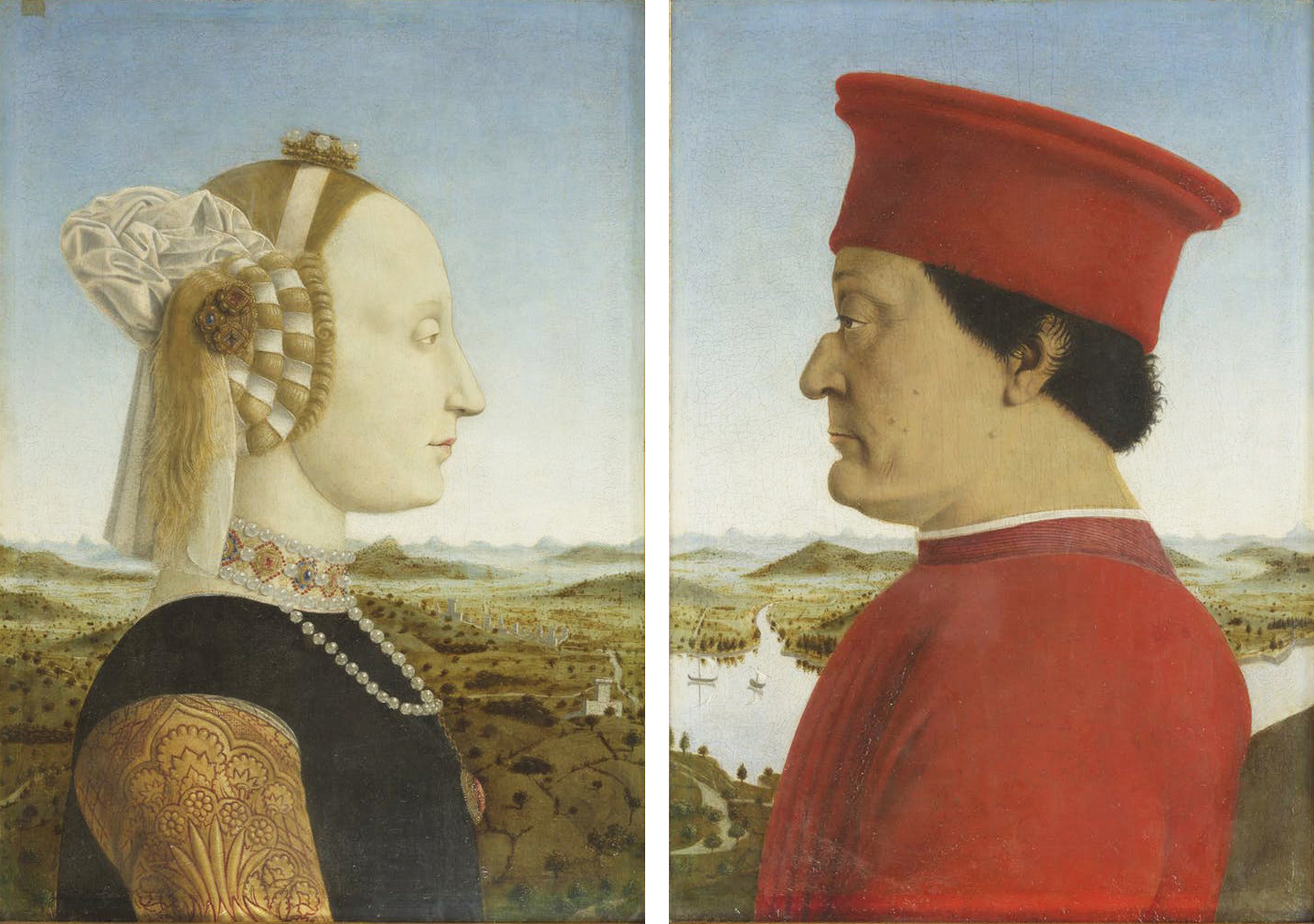
Díptico del duque de Urbino (Battista Sforza y Federico da Montefeltro). Galería Uffizi, Florencia

Piero della Francesca es considerado con razón uno de los protagonistas y promotores de la cultura en Urbino, aunque no era de las Marcas por nacimiento o formación, sino toscano. Pero fue precisamente en Urbino donde su estilo logró un equilibrio insuperable entre el uso de reglas geométricas rigurosas y el aliento serenamente monumental de sus pinturas. Su relación con la corte de Federico da Montefeltro no está del todo esclarecida, especialmente en lo que se refiere a la frecuencia y duración de sus estancias, en el contexto de una vida llena de viajes mal documentados. Se considera plausible al menos una estancia en Urbino entre 1469 y 1472, donde aportó su estilo ya perfilado en los rasgos fundamentales desde los primeros ensayos artísticos y que se pueden resumir en la organización perspectiva de los cuadros, la simplificación geométrica que reviste las composiciones y también esa figura única, el equilibrio entre la inmovilidad ceremonial y la investigación de la verdad humana, el uso de una luz clarísima que ilumina las sombras e impregna los colores.
Una de las primeras obras quizás vinculadas al cliente de Urbino es la La flagelación, una obra emblemática con múltiples niveles de interpretación que sigue inspirando investigación y estudio. El panel está dividido en dos secciones proporcionadas por la proporción áurea: a la derecha, al aire libre, tres figuras en primer plano, mientras que a la izquierda, bajo una logia, se desarrolla a lo lejos la escena de la flagelación real de Cristo. El marco de perspectiva muy preciso coordina los dos grupos, aparentemente sin relación entre sí, mientras que los colores armonizan y se realzan entre sí en la luz clara, que proviene de diferentes fuentes. La arcana fijeza de los personajes se ve reforzada por elementos insólitos de la iconografía, que mezclan cuestiones teológicas y de la actualidad.
En el doble Retrato del duque de Urbino (alrededor de 1465) se puede ver la influencia de la pintura flamenca (es pintura al óleo), en los paisajes sombreados en una profundidad extremadamente lejana y la atención al detalle en las efigies de los duques inmediatamente cercanas. Destaca el estudio de la luz (fría y lunar para Battista Sforza, cálida para Federico), unificada por un fuerte rigor formal, una plena sensación de volumen y algunos trucos, como la ropa roja de Federico, que aísla los retratos haciendo que se ciernen sobre el espectador.
En la Madonna de Senigallia (c. 1470), expuesta en una sala del Palacio Ducal, Piero fusionó admirablemente una composición clara y simplificada con el uso de la luz de manera poética. Aquí también hay referencias a los flamencos, como la pequeña habitación del fondo donde se abre una ventana y se filtra un rayo de sol que ilumina los reflejos en el cabello del ángel que está delante.

Pero la investigación sobre la armonía entre el rigor espacial y la verdad luminosa tuvo su mejor resultado en laSacra Conversación (1472), antiguamente en San Bernardino, donde el propio Federico da Montefeltro aparece arrodillado como comitente. Figuras y ambientación arquitectónica están íntimamente ligadas, de hecho los personajes se disponen en semicírculo ocupando el espacio del ábside en el que se desarrolla la escena. No se emplean muchos pigmentos, pero el uso de diferentes aglutinantes permite obtener diferentes efectos manteniendo los mismos tintes. El espacio es profundo y la luz es la protagonista abstracta e inmóvil, que define formas y materiales en los más diversos efectos: desde la oscura opacidad de las pobres telas de los santos, hasta los reflejos de la brillante armadura de Federico.

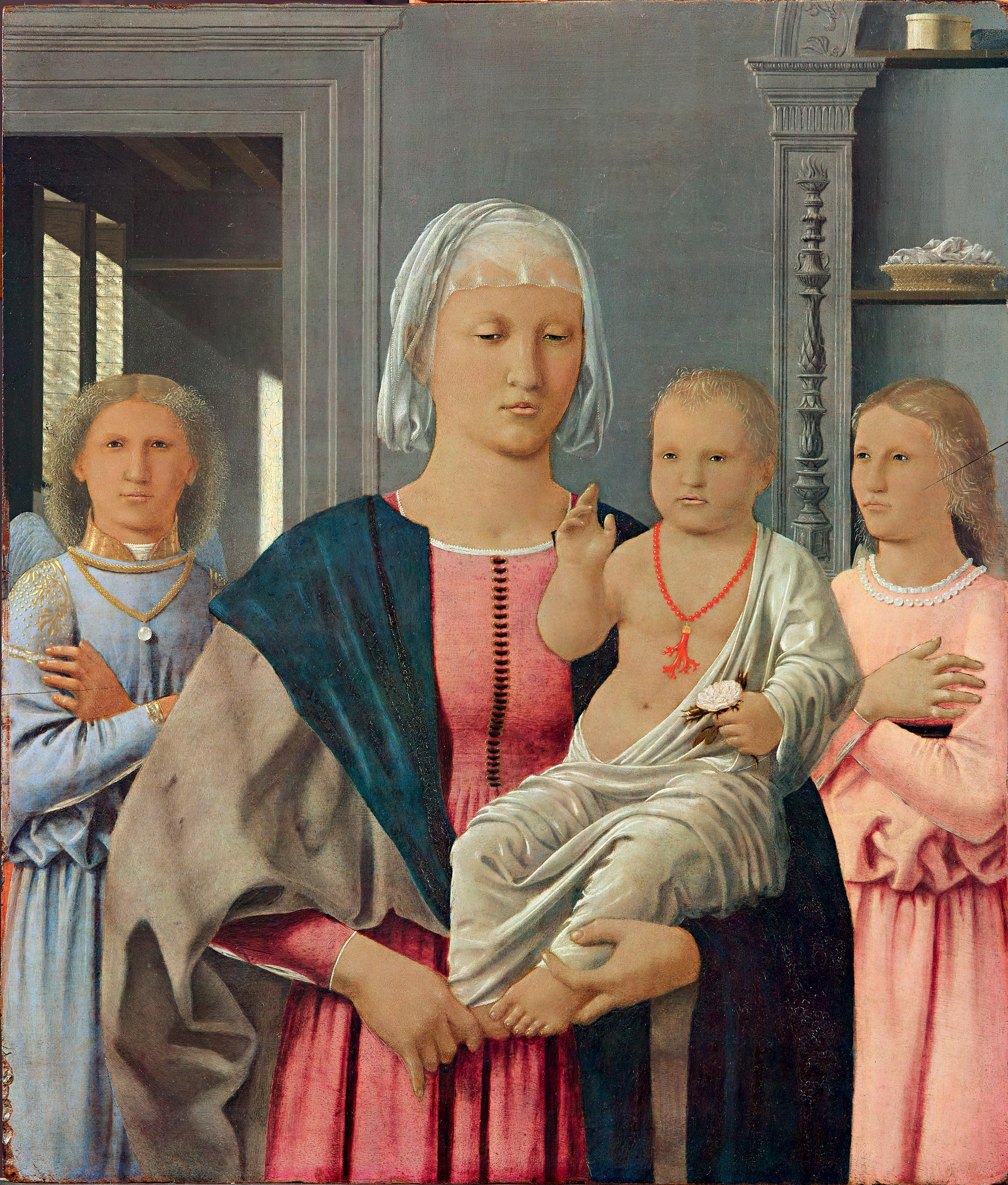
Nuestra Señora de Senigallia
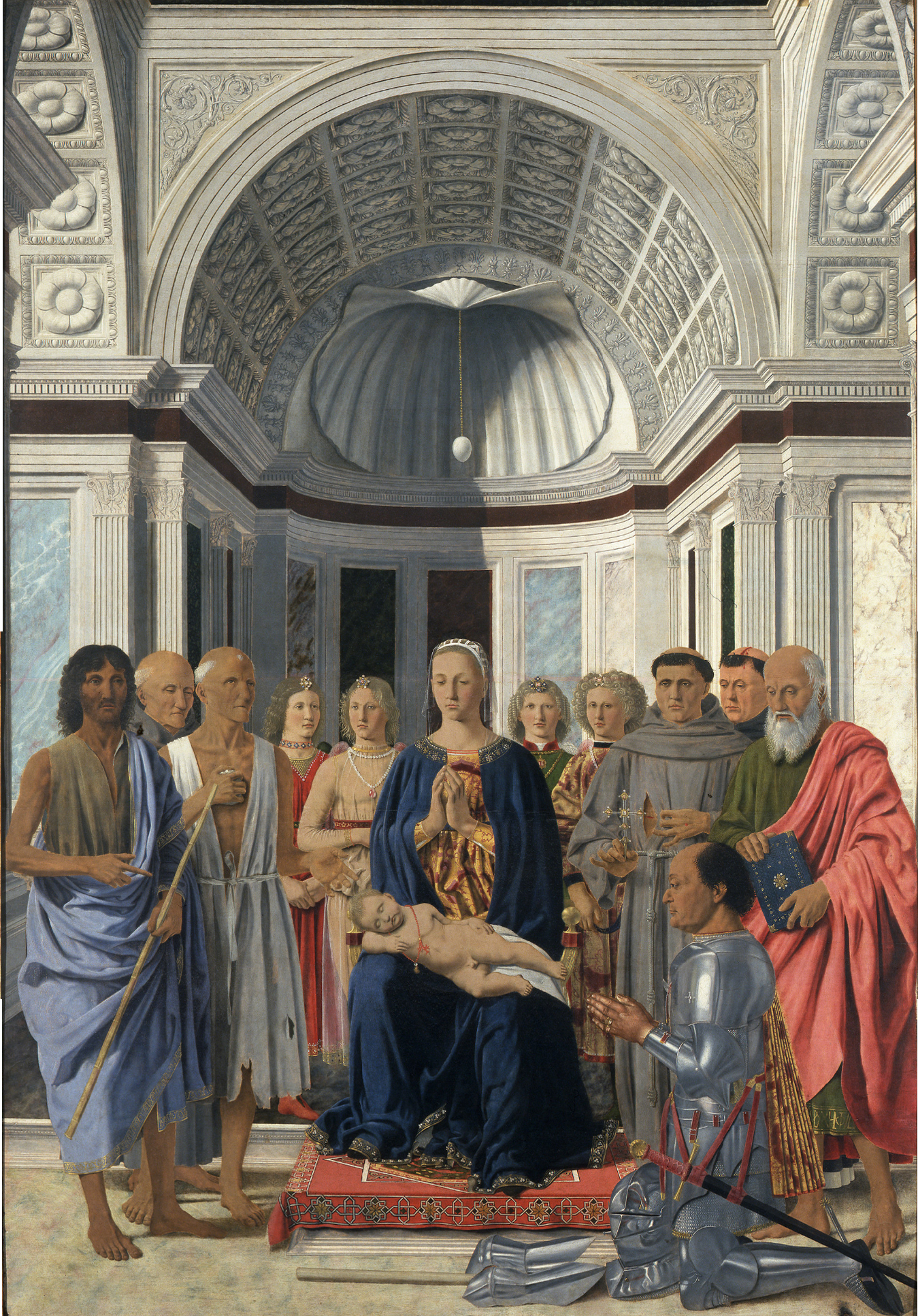
Sacra Conversación
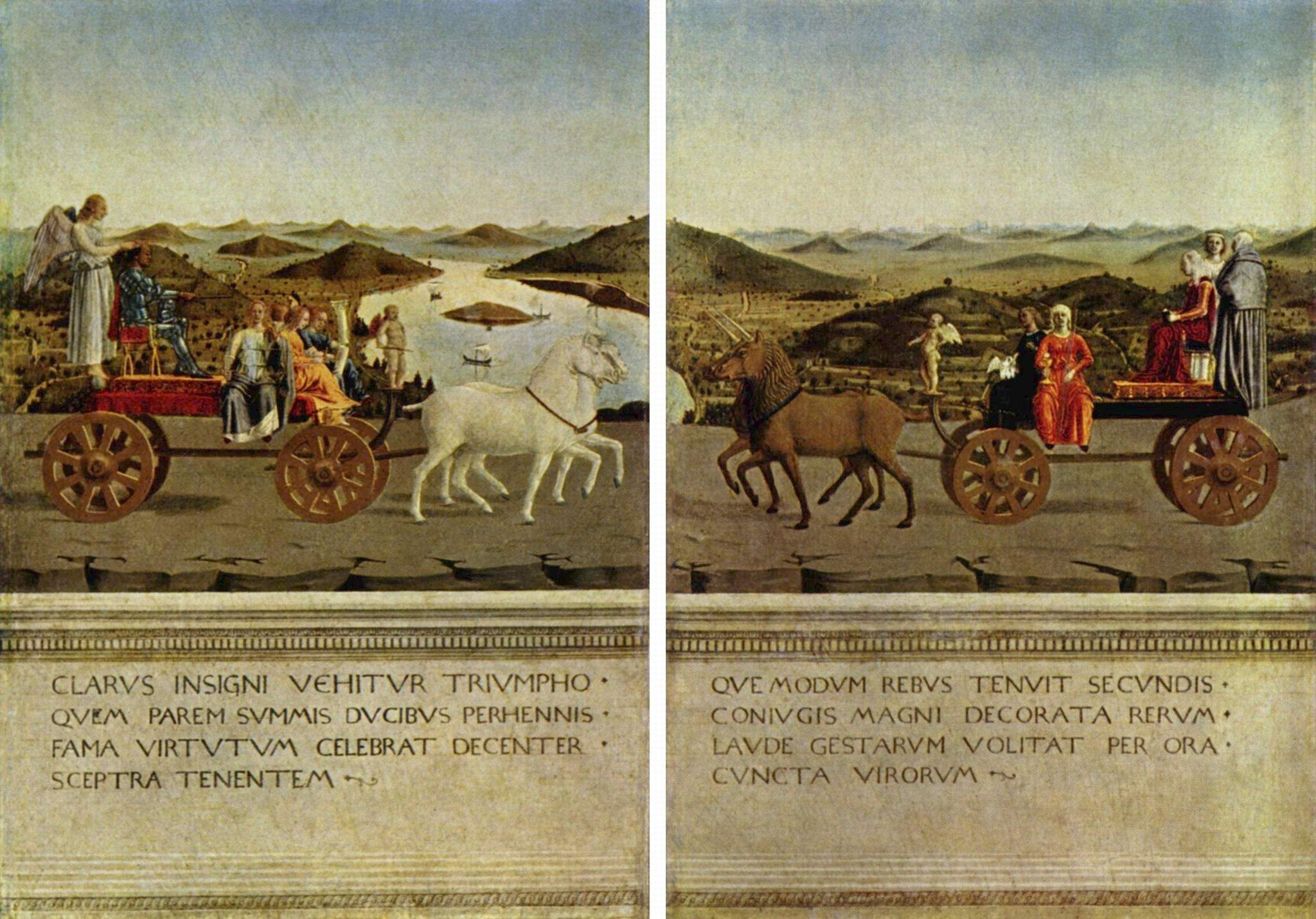
Triunfos de los Duques de Urbino, reverso del doble retrato

### El estudio y la biblioteca

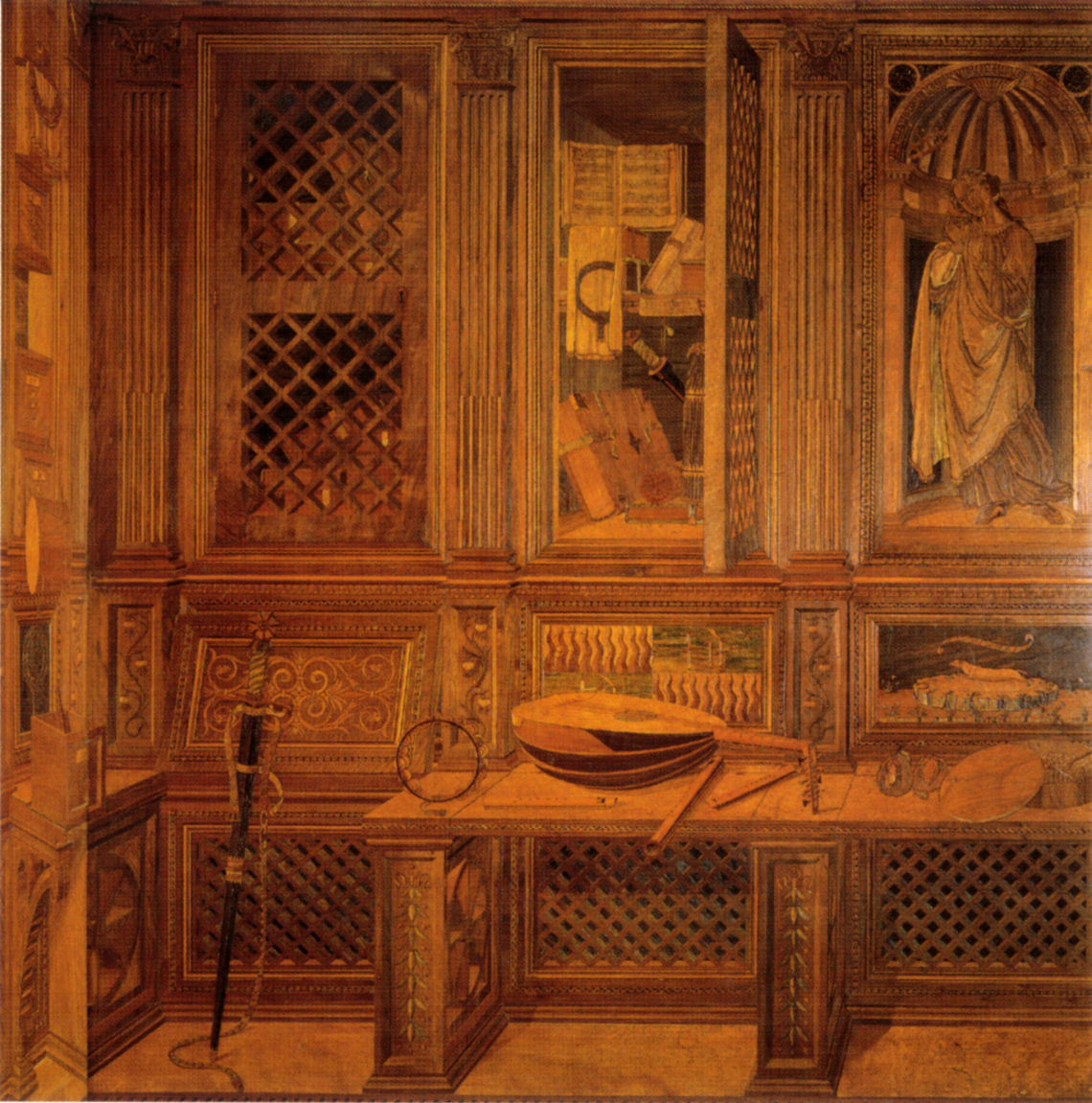
Benedetto da Maiano y taller, incrustaciones del Studiolo

El Studiolo de Federico da Montefeltro (1473-1476) es prácticamente la única de las salas internas del Palacio Ducal que ha conservado en gran parte su decoración original. Hay una ornamentación suntuosa, con continuas referencias entre la arquitectura real y la representada ilusionistamente en las famosas incrustaciones de madera (obras de Baccio Pontelli, Giuliano da Maiano y otros artistas para los dibujos) y en las pinturas que alguna vez se conservaron aquí.

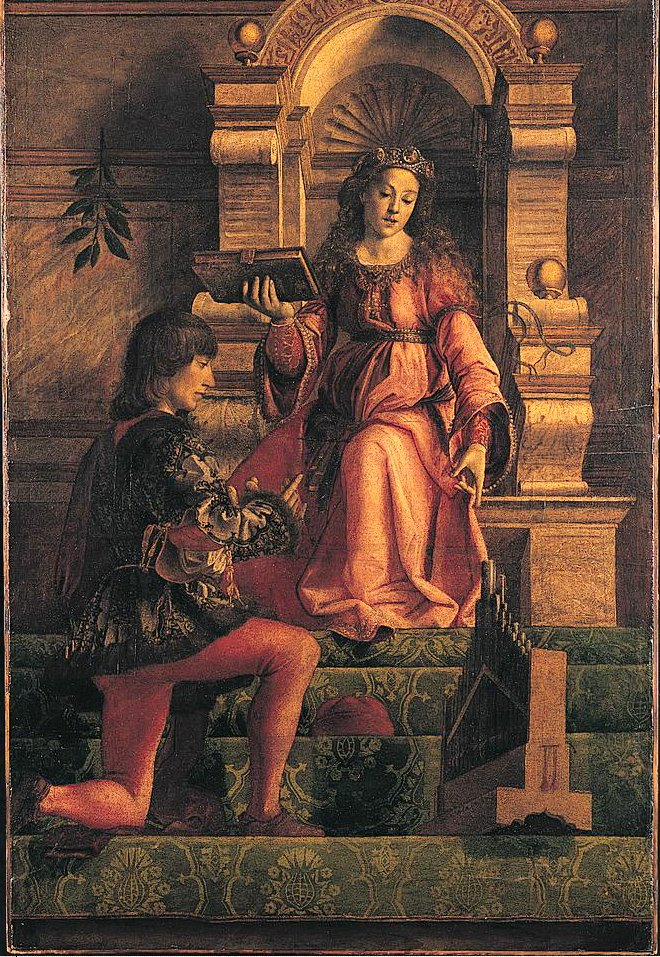
Maestría en Artes Liberales, Música, National Gallery, Londres (de la Biblioteca de Federico)

De hecho, originalmente la parte superior estaba decorada con un friso con veintiocho retratos de hombres ilustres del pasado y del presente (Uomini illustri del passato e del presente), dispuestos en dos registros, obra de Justo de Gante (Joos van Wassenhove) y Pedro Berruguete, y hoy dividido entre el Museo del Louvre y la Galleria nazionale delle Marche (que las conserva en otra sala).
Los retratos, que incluían personajes tanto civiles como eclesiásticos, cristianos y paganos, fueron intensificados con un punto de vista ligeramente rebajado y por el fondo unificado que gracias a la perspectiva creaba el efecto de una galería real.
Los colores deslumbrantes y las continuas referencias cruzadas entre la arquitectura real y la fantástica debían crear un efecto de gran asombro en el espectador. Las incrustaciones se atribuyen a varios autores, como Giuliano da Maiano y, para los dibujos, a Sandro Botticelli, Francesco di Giorgio Martini y al joven Donato d'Angelo Bramante. Sin embargo, destacan las incrustaciones de Baccio Pontelli, especialista en complejas construcciones perspectivas de objetos geométricos, que creaban un continuo intercambio entre la realidad y la ficción, ampliando el espacio de la de hecho diminuta habitación.
Los objetos retratados aluden a los símbolos de las Artes, pero también a las Virtudes (la maza de la Fortaleza, la espada de la Justicia, etc.), como si el ejercicio de las primeras allanara el camino a las virtudes mismas. Un retrato de Federico acompañó y aclaró la alegoría del conjunto, que exaltaba al duque como protagonista de la parábola virtuosa de los significados éticos e intelectuales de la decoración, que defendía el tema de la soledad pensante, la ética y la contemplación como preparación para la acción.
La continuación natural del Studiolo fue la Biblioteca de Federico da Montefeltro, ahora conservada en la Biblioteca Apostólica Vaticana, donde había una serie de pinturas en las paredes con las Artes Liberales, simbolizadas por figuras femeninas en tronos, que fueron compuestas fuertemente en escorzo de abajo, en la parte superior de los escalones en un espacio que idealmente continuaba de una pintura a otra. Los gremios fueron retratados en el acto de entregar sus insignias a Federico y otras figuras de la corte, invistiéndolos como vasallos ideales.

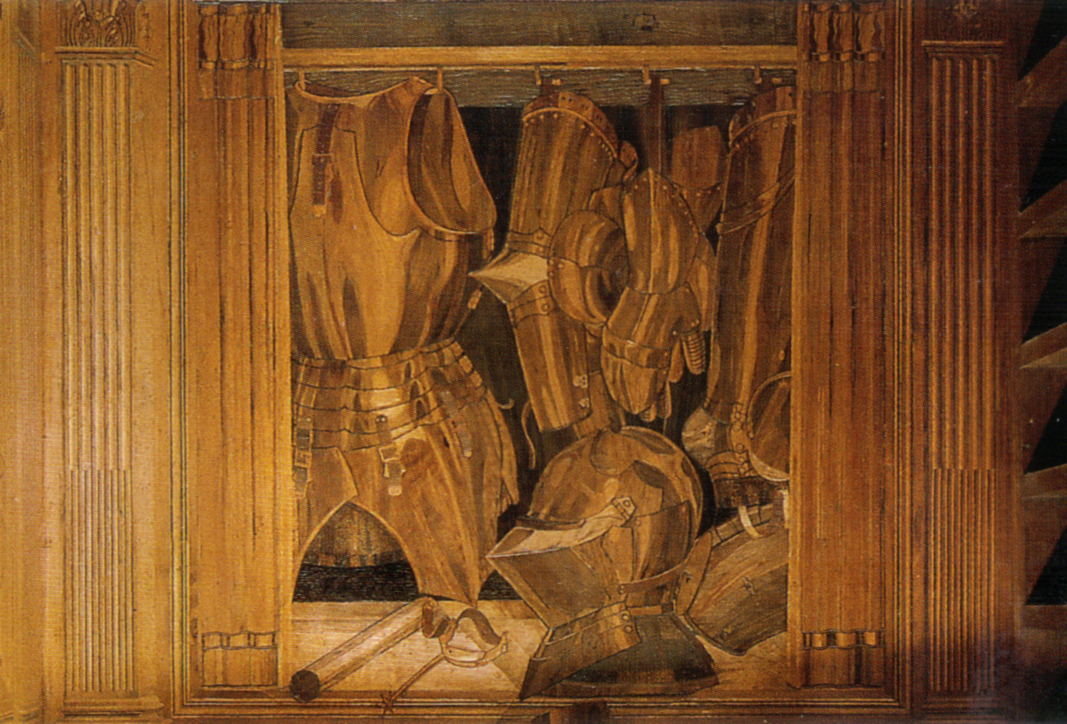
Baccio Pontelli, marquetería con las armas del duque
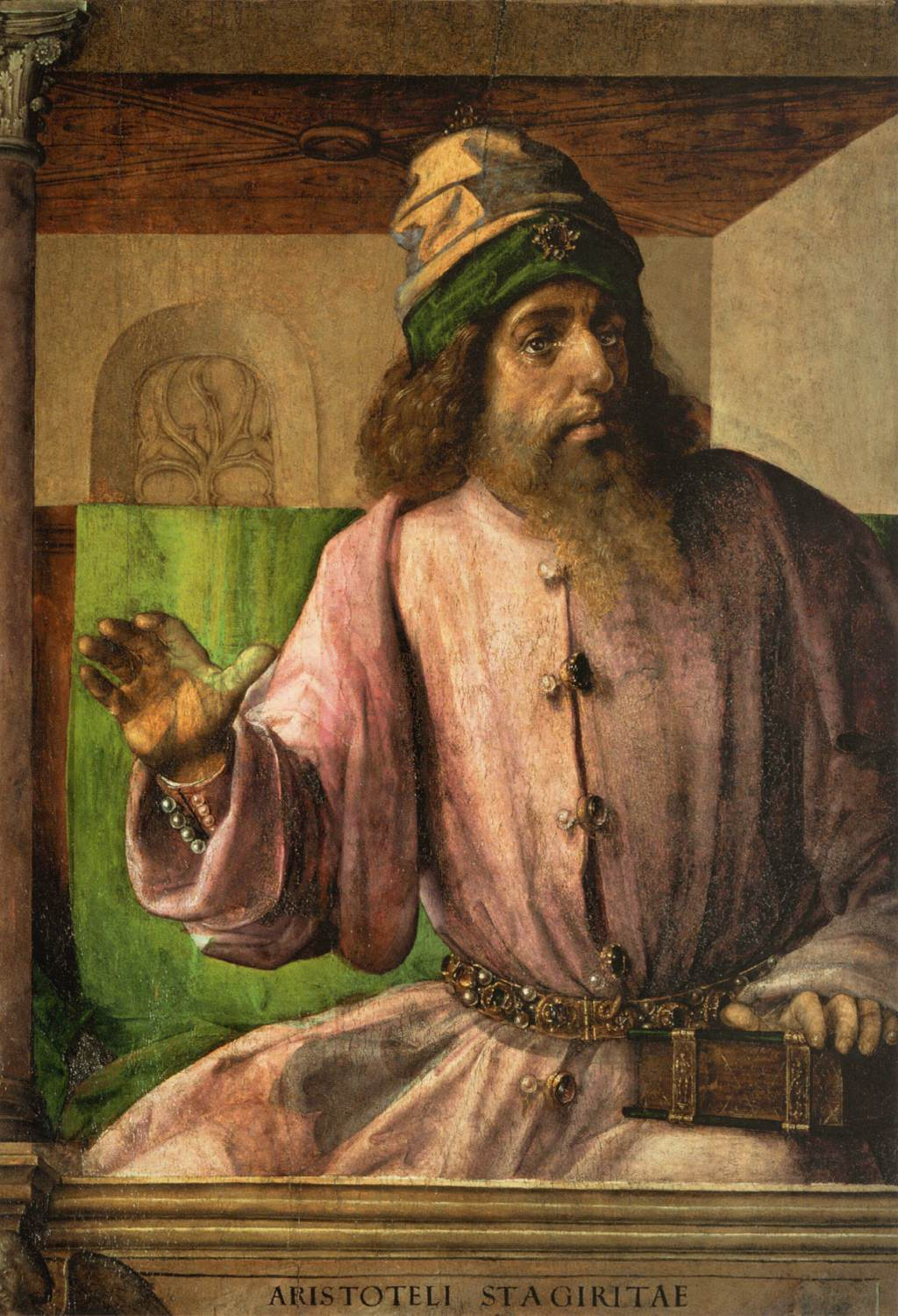
Justo de Gante, Aristóteles
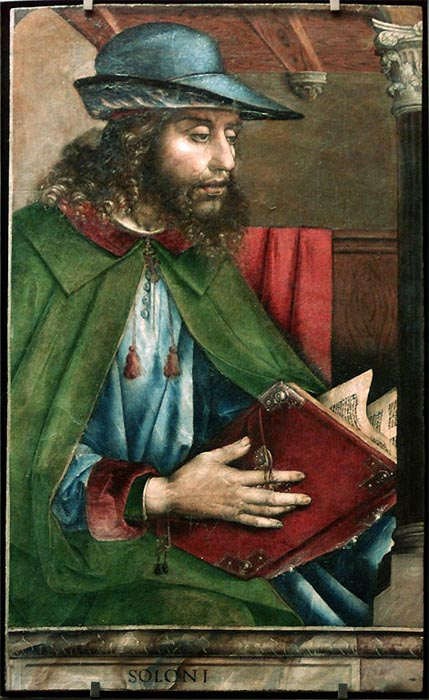
Justo de Gante y Pedro Berruguete, Solón, Louvre
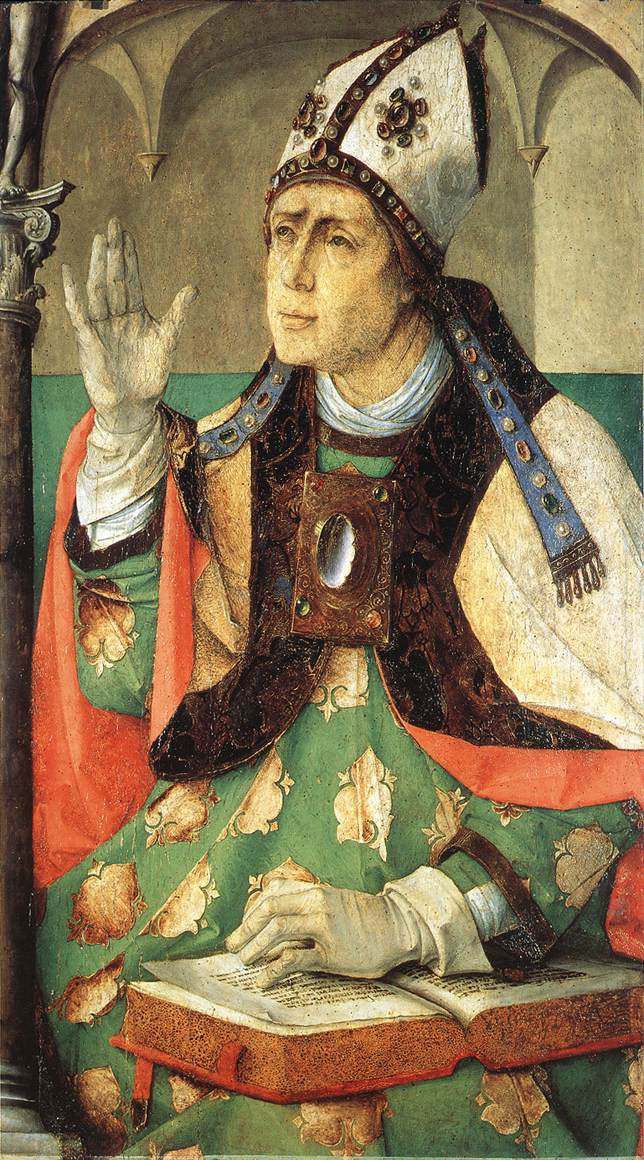
Justo de Gante, San Agustín, Louvre

## Legado e influencia

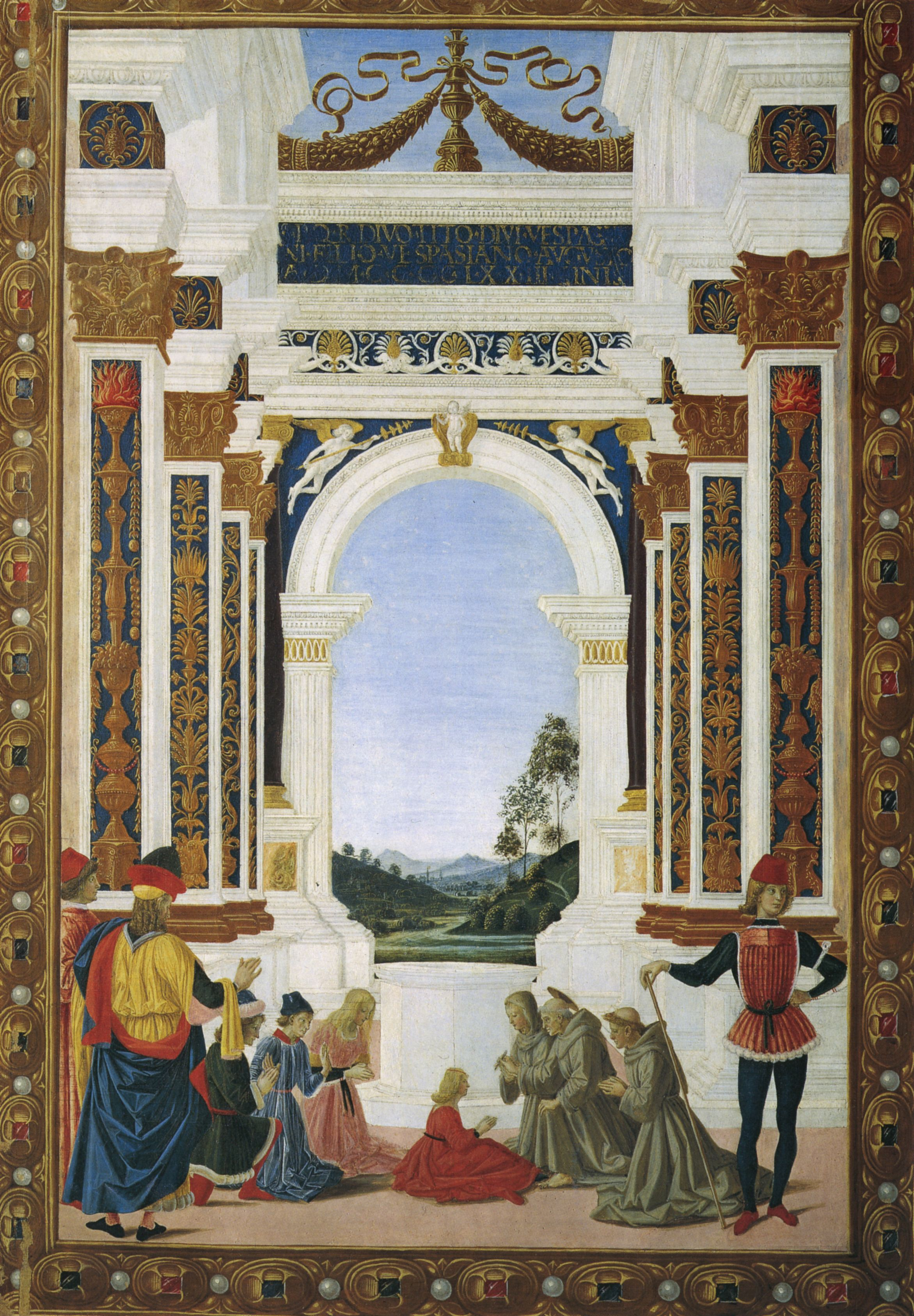
Pietro Perugino, San Bernardino curando a la hija de Giovanni Antonio Petrazio da Rieti de una úlcera (1473), Galería Nacional de Umbría, Perugia

El clima enrarecido y extremadamente refinado de la corte de Federico se agotaba en el palacio ducal, no favoreciendo el desarrollo de una verdadera escuela local. A la muerte del duque, la actividad artística se detuvo de manera innegable, pero gracias al regreso a casa de los artistas extranjeros allí reunidos, se produjo una difusión muy amplia del lenguaje de Urbino, con fecundas elaboraciones. Los ejemplos más evidentes atañen al desarrollo de la relación entre la arquitectura real y la pintada, inaugurada por Piero della Francesca y por los curadores de las incrustaciones de Studiolo, que fue recogida por Melozzo da Forlì, que la exportó a Roma, y por la naciente escuela de Umbría, sobre todo en los inicios de Pietro Perugino.
El clima nacido en el señorío de Montefeltro siguió, sin embargo, siendo un pilar en la cultura figurativa local, influyendo en la formación de dos de los principales intérpretes del Renacimiento, originarios de Urbino: Rafael y Bramante.

## sigloXVI

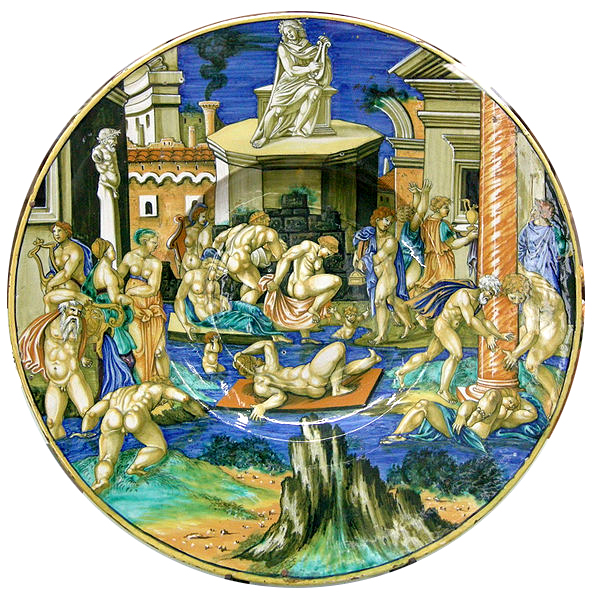
Francesco Xanto Avelli, placa con Inundación del Tíber, 1531

Con la extinción de los Montefeltro, Urbino siguió siendo una corte renacentista brillante gracias a los Della Rovere, aunque ya no estaba en la vanguardia. La corte, dotada de gran elegancia y buen gusto, fue comitente de Tiziano, quien creó, por ejemplo, la famosa Venus de Urbino. En las primeras décadas del siglo XVI, la producción de la famosa cerámica de Urbino alcanzó su apogeo, con artistas como Francesco Xanto Avelli y Niccolò Pellipario, conocido como Nicola da Urbino, a la que siguieron, en la segunda mitad del siglo, los florecientes talleres de los Fontana y los Patanazzi. En ese período la ciudad se convirtió en un centro de vanguardia en la producción pictórica de la contrarreforma, gracias a Federico Barocci.